# Spectrum (Zedd)
Spectrum è un singolo del disc jockey e produttore discografico Zedd, pubblicato il 4 giugno 2012 come secondo estratto dal suo album di debutto Clarity.
Realizzato con la collaborazione del cantante statunitense Matthew Koma, il brano è stato scritto sia da Zedd che da Koma ed è cantato da quest'ultimo. Il 31 luglio è stato pubblicato un EP omonimo contenente una versione più lunga del brano e i remix di Armin van Buuren, Arty, Deniz Koyu e Congorock.
Un altro remix è stato realizzato dal giapponese Hatsune Miku, che è stato pubblicato nella versione giapponese di Clarity.

## Video musicale
Il video ufficiale, pubblicato il 15 agosto 2012, è stato diretto da Pedro.

## Tracce
Singolo
1. Spectrum ((feat. Matthew Koma) (Radio Edit) – 4:03

EP
1. Spectrum (Extended Mix) – 6:01
2. Spectrum (Armin van Buuren Remix) – 6:28
3. Spectrum (A-Trak & Clockwork Remix) – 5:05
4. Spectrum (Arty Remix) – 6:05
5. Spectrum (Deniz Koyu Remix) – 6:35
6. Spectrum (Gregori Klosman & Tristan Garner Knights Remix) – 4:57
7. Spectrum (Congorock Remix) – 5:42
8. Spectrum (Monsta Remix) – 5:30
9. Spectrum (Acoustic Version) – 6:01
10. Human (with Nicky Romero) – 4:17

## Classifiche
| Classifica (2014)              | Posizione massima |
| ------------------------------ | ----------------- |
| Australia                      | 30                |
| Austria                        | 30                |
| Corea del Sud                  | 80                |
| Germania                       | 4                 |
| Giappone                       | 37                |
| Stati Uniti                    | 105               |
| Stati Uniti (dance)            | 1                 |
| Stati Uniti (dance/electronic) | 10                |
| Stati Uniti (pop)              | 36                |

### Classifiche di fine anno
| Classifica (2012)   | Posizione |
| ------------------- | --------- |
| Stati Uniti (dance) | 1         |
| Classifica (2013)   | Posizione |
| Giappone            | 41        |
| Stati Uniti (dance) | 40        |

## Cover dei SM The Performance
U-Know Yunho dei TVXQ, Lee Donghae e Eunhyuk dei Super Junior, Kai e Lay degli EXO e Lee Taemin e Choi Minho degli SHINee, sotto il nome SM The Performance, hanno realizzato una cover di Spectrum, pubblicata come singolo digitale il 30 dicembre 2012 in Corea del Sud dalla SM Entertainment. L'intero ricavato del singolo è stato dato in beneficenza.

### Classifiche
| Classifica (2013) | Posizione massima |
| ----------------- | ----------------- |
| Corea del Sud     | 43                |